# Das Grab im Wald
Das Grab im Wald (im Original W głębi lasu) ist eine 2020 veröffentlichte polnische Miniserie von Andrzej Muszyński, die auf dem Kriminalroman Das Grab im Wald (im Original The Woods) von Harlan Coben basiert.

## Handlung
Die Serie spielt sowohl im Jahr 1994 als auch 2019. 

### 1994
Im Sommer 1994 verschwinden vier Jugendliche, die den Sommer in einem Feriencamp im Wald verbringen, plötzlich spurlos. Später werden zwei von ihnen tot im Wald gefunden. Von den anderen beiden, Kamila, der Schwester von Paweł Kopiński, und Artur, einem Freund von Kopiński, fehlt jede Spur. Die Polizei stellt das Ermittlungsverfahren irgendwann ein.

### 2019
25 Jahre später ist Kopiński Staatsanwalt in Warschau und trauert noch immer um seine Schwester Kamila. Als er zur Leiche eines ermordeten Mannes geführt wird, glaubt er ihn als Artur zu erkennen. Dessen Eltern streiten jedoch ab, dass es sich bei dem Toten um ihr Kind Artur handelt. Kopiński hofft nun wieder Indizien über das Verschwinden seiner Schwester zu finden.

## Besetzung

### Hauptfiguren
| Rolle                | Darsteller                  | Beschreibung                                                                                                | Erscheinen Folge |
| -------------------- | --------------------------- | --- | ---------------- |
| Paweł Kopiński       | Grzegorz Damięcki (2019)    | Kopiński ist im Jahr 1994 Betreuer im Ferienlager, 2019 ist er Staatsanwalt in Warschau.                    | 1–6              |
| Paweł Kopiński       | Hubert Miłkowski (1994)     | Kopiński ist im Jahr 1994 Betreuer im Ferienlager, 2019 ist er Staatsanwalt in Warschau.                    | 1–6              |
| Laura Goldsztajn     | Agnieszka Grochowska (2019) | Goldsztajn ist 1994 auch im Ferienlager, 2019 ist sie Professorin. Sie ist eine enge Freundin von Kopiński. | 1–6              |
| Laura Goldsztajn     | Wiktoria Filus (1994)       | Goldsztajn ist 1994 auch im Ferienlager, 2019 ist sie Professorin. Sie ist eine enge Freundin von Kopiński. | 1–6              |
| Dawid Goldsztajn     | Jacek Koman                 | Vater von Laura Goldsztajn.                                                                                 | 1–4              |
| Natalia Kopińska     | Ewa Skibińska               | Mutter von Paweł Kopiński.                                                                                  | 1–6              |
| Małgorzata Tatarczuk | Magdalena Czerwińska        | Schwägerin von Paweł Kopiński.                                                                              | 1, 3–5           |
| Leon Ruczaj          | Adam Ferency                | Ermittelnder Polizist im Jahr 1994.                                                                         | 1–6              |
| Bogdan Perkowski     | Przemysław Bluszcz          | Vater von Artur Perkowski.                                                                                  | 2, 3, 5          |
| Herman               | Dorota Kolak                | Oberstaatsanwältin und Chefin von Kopiński.                                                                 | 1, 2, 4–6        |
| Bożena Perkowska     | Izabela Dąbrowska           | Mutter von Artur Perkowski.                                                                                 | 1–3, 6           |

### Nebenfiguren
| Rolle                      | Darsteller         | Beschreibung                                                                 | Erscheinen Folge |
| -------------------------- | ------------------ | ---------------------------------------------------------------------------- | ---------------- |
| Kommissar Kosiński         | Piotr Głowacki     | Ermittelnder Kommissar im Jahr 1994.                                         | 2–4              |
| Krzysztof Dunaj-Szafrański | Cezary Pazura      |                                                                              | 1, 2, 4, 6       |
| Kommissar Maciej Jork      | Arkadiusz Jakubik  |                                                                              | 1–6              |
| Artur Perkowski            | Adam Wietrzyński   | Bester Freund von Paweł Kopiński. Verschwindet im Jahr 1994 spurlos im Wald. | 1–3, 6           |
| Daniel Kotler              | Jakub Gola         | Teilnehmer des Ferienlagers.                                                 | 1–3, 6           |
| Kamila Kopińska            | Martyna Byczkowska | Schwester von Paweł Kopiński. Verschwindet im Jahr 1994 spurlos im Wald.     | 1–3, 6           |
| Monika Sowik               | Kinga Jasik        | Teilnehmer des Ferienlagers.                                                 | 1–3, 6           |
| Wojciech Malczak           | Krzysztof Zarzecki |                                                                              | 1–3, 5–6         |

## Episodenliste
| Nr.                                                                                             | Deutscher Titel          | Originaltitel          | Regie           | Drehbuch             |
| ----------------------------------------------------------------------------------------------- | ------------------------ | ---------------------- | --------------- | -------------------- |
| 1                                                                                               | Das Ende der Unschuld    | Koniec niewinności     | Leszek Dawid    | Agata Malesińska     |
| 2                                                                                               | Lügen                    | Kłamstwa               | Leszek Dawid    | Agata Malesińska     |
| 3                                                                                               | Sie wissen nichts        | Nic nie wiesz          | Leszek Dawid    | Agata Malesińska     |
| 4                                                                                               | Unter der Oberfläche     | Czego oczy nie widzą   | Bartosz Konopka | Wojciech Miłoszewski |
| 5                                                                                               | Ihre Schwester ist tot   | Twoja siostra nie żyje | Bartosz Konopka | Agata Malesińska     |
| 6                                                                                               | Der lange Weg nach Hause | Długa droga do domu    | Bartosz Konopka | Wojciech Miłoszewski |
| Am 12. Juni 2020 wurden alle Folgen der Serie weltweit gleichzeitig bei Netflix veröffentlicht. |                          |                        |                 |                      |

## Produktion
Grundlage für die Produktion ist ein Exklusivvertrag zwischen dem Autor Harlan Coben und Netflix über 14 Werke von Coben. Nach den bereits veröffentlicht britischen Miniserien Safe und Ich schweige für dich ist Das Grab im Wald die dritte Produktion aus diesem Deal.
Drehort der Serie war Warschau, die Szene des Feriencamps entstanden im Kabaty-Wald, im Süden Warschaus.

## Rezeption
Sheena Scott vom Forbes Magazin bezeichnet Das Grab im Wald als exzellente Serie, die von Anfang an fesselnd ist. Besonders lobend erwähnt sie die unterschiedlichen Farben und Töne, die dem Zuschauer vor Augen führen, in welcher Zeit die Geschichte gerade spielt.
Positiv äußert sich auch Martin Schwickert von RP Online, ihn begeistert besonders der von der Buchvorlage abweichende Handlungsort: „[D]ie Verlegung des Schauplatzes geht auf. Die Seelenverwandtschaft zur skandinavischen Krimi-Tradition ist unverkennbar. Vor allem aber überzeugt die polnische Produktion durch ihre markanten Schauspielergesichter, die derart vom Leben geformt wurden, wie man es auf kalifornischen Schönheitsfarmen und in Hollywood nie finden wird.“
Jörn Behr notiert in seiner Nachlese beim WDR „überraschende Wendungen und falsche Fährten“, wie er das in einer Thrillerserie auch sehen wolle. Die Kamera findet der Autor gut, die Story hätte seiner Ansicht nach vielleicht etwas straffer inszeniert werden können, sie biete aber Spannung bis zum Schluss.
„Solides Handwerk und ein spannender Plot“, fasst Gianluca Wallisch im Standard zusammen. Die Serie sei glaubwürdig in Polen angesiedelt, „ohne den peinlichen Versuch zu unternehmen, es wie die USA aussehen zu lassen“.
Jörg Taszman schreibt bei Epd Film, der Film thematisiere Postkommunismus und Antisemitismus treffend. Gerade ausländische Pay-TV-Sender und Streamingdienste würden dazu beitragen, die künstlerische Freiheit und Meinungsvielfalt im Serienbereich zu erhalten „trotz des politischen Drucks der PiS und des konservativen Kulturministers“.
Die Adaption überzeuge durch sorgfältige Figurenzeichnung und eine geschickt mit den Zeitebenen arbeitende Spannungsdramaturgie, schreibt Thomas Klein vom Filmdienst. Außerdem lobt er den „klugen Transfer“ der ursprünglich in den USA spielenden Romanhandlung in die polnische Zeitgeschichte.
Oliver Armknecht von film-rezensionen.de dagegen empfiehlt, die Serie als Krimifan nicht unbedingt zu schauen, auch wenn er durchaus atmosphärische Momente in der Serie gesehen hat.